# Comuna Brinje, Lika-Senj
Brinje este o comună în cantonul Lika-Senj, Croația, având o populație de 3.256 de locuitori (2011).

## Demografie
Componența etnică a comunei Brinje
     Croați (92,87%)
     Sârbi (5,96%)
     Necunoscut (0,4%)
     Neclasificat (0,46%)
Componența confesională a comunei Brinje
     Catolici (92,14%)
     Ortodocși (6,51%)
     Necunoscută (0,71%)
     Alte religii (0,64%)
Conform recensământului din 2011, comuna Brinje avea 3.256 de locuitori. Din punct de vedere etnic, majoritatea locuitorilor (92,87%) erau croați, cu o minoritate de sârbi (5,96%). Apartenența etnică nu este cunoscută în cazul a 0,4% din locuitori. Din punct de vedere confesional, majoritatea locuitorilor (92,14%) erau catolici, cu o minoritate de ortodocși (6,51%). Pentru 0,71% din locuitori nu este cunoscută apartenența confesională.